# باشگاه فوتبال اوکسی جتز
باشگاه فوتبال اوکسی جتز (به انگلیسی: Oxhey Jets Football Club) یک باشگاه فوتبال در شهر اوکسی، هرتفوردشایر، کشور انگلستان است که در سال ۱۹۷۲ میلادی تأسیس شده‌است.